# آشپزی فنلاندی

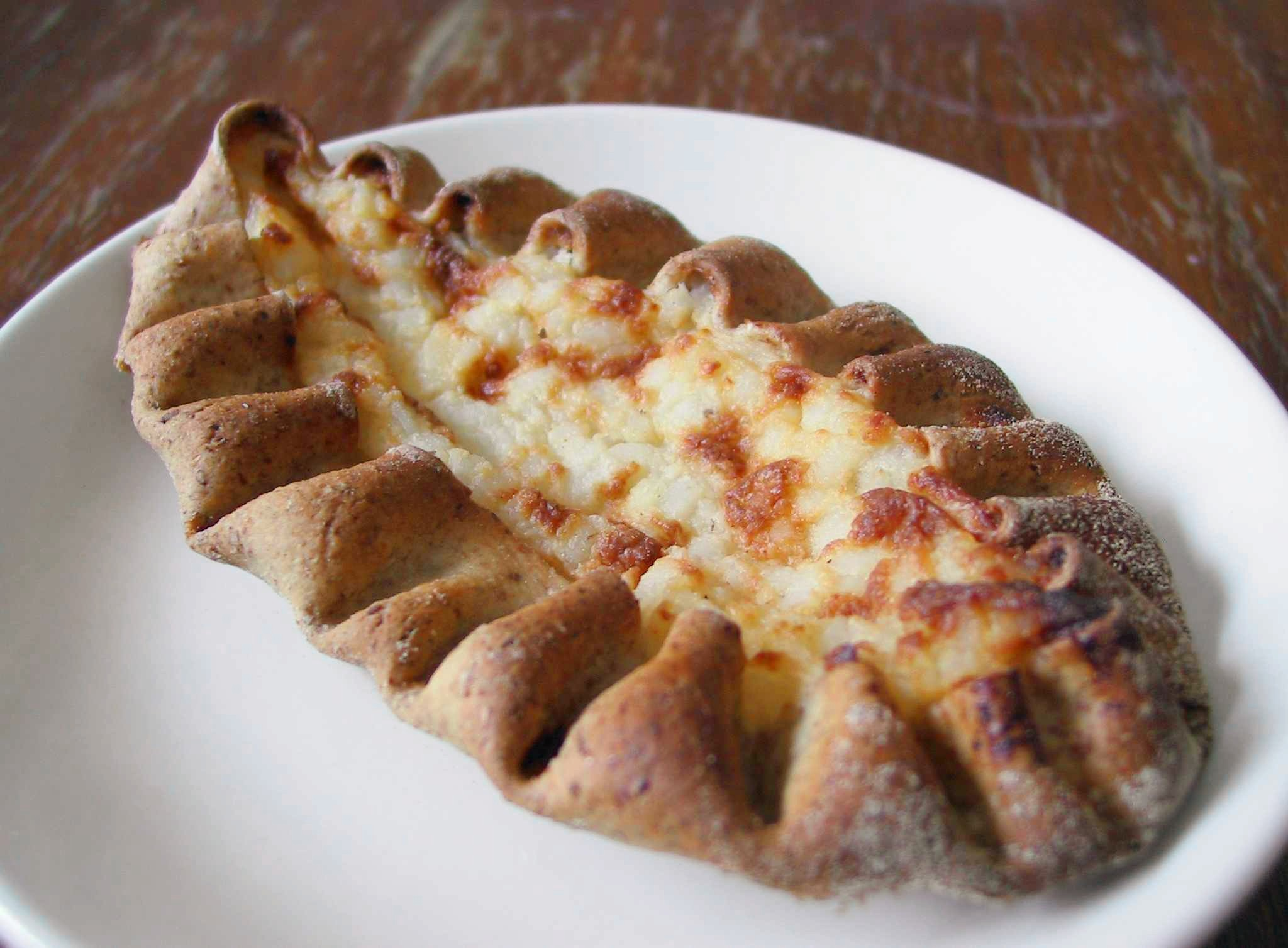
پای کارلیایی

آشپزی فنلاندی (munavoi) به‌طور کلی به خاطر آمیخته شدن خوراکی سنتی کشور، و آشپزی با کیفیت بالا به همراه سبک پخت و پز قاره ای مدرن، مورد توجه است. ماهی و گوشت (به‌طور معمول گوشت خوک، گاو یا گوزن شمالی)، در برخی از نقاط کشور، در آشپزی سنتی فنلاند نقش برجسته ای ایفاء می‌کنند، در حالیکه آشپزی نقاط دیگر به‌طور سنتی شامل سبزیجات و قارچ‌ها می‌باشد. در پی عواقب پس از جنگ پس آیند و واگذاری کارلیای فنلاند، این پیشامد در دیگر نقاط فنلاند بر غذاها تأثیر گذاشت.
غذاهای فنلاند اغلب از محصولات غله کامل (چاودار، جو، جو دوسر) و سته‌ها (همچون بیل بری‌ها، تمشک شمالی و سنجد تلخ) بهره می‌برند. شیر و فراورده‌های آن مانند آب دوغ به‌طور معمول به عنوان غذا، نوشیدنی یا در تهیه خوراکی‌های متنوع استفاده می‌شوند. استفاده از شلغم‌های مختلف در پخت و پز سنتی رایج بود، ولی بعد از آشنایی با سیب زمینی در قرن هجده، این محصول جایگزین شلغم شد.